# Partido Liberal (Brasilien, 2006)
Der Partido Liberal (PL, deutsch Liberale Partei), zuvor von 2006 bis 2019 Partido da República (PR, deutsch Partei der Republik) ist eine konservative Partei in Brasilien.  Am 7. Mai 2019 stimmte das Tribunal Superior Eleitoral (TSE) der erneuten Namensänderung zu.

## Geschichte
Die Partei, die auf der rechten Seite des politischen Spektrums in Brasilien verortet wird, wurde am 26. Oktober 2006 als Vereinigung des liberalen, aber evangelikal beeinflussten Partido Liberal mit dem rechtsgerichteten Partido da Reedificação da Ordem Nacional (PRONA) gegründet und am 19. Dezember 2006 beim Tribunal Superior Eleitoral (Oberstes Wahlgericht) in die Liste der wählbaren Parteien eingetragen. Bei der Fusion wurde das Parteiprogramm Manifesto do Partido da República - PR veröffentlicht. Die Zahl der registrierten Mitglieder betrug im April 2022 770.784. Sie hat auf Wahlzetteln die Nummer 22.
Sie stand 2007 an siebenter Stelle im Ranking der korruptesten Parteien in Brasilien.
Ende 2021 trat Präsident Jair Bolsonaro in die Partei ein und trat als Kandidat zur Präsidentschaftswahl in Brasilien 2022 an. Durch den Eintritt Bolsonaros rückte die Partei nach rechts und übernahm die nationalistischen Standpunkte des Präsidenten. Nach der verlorenen Präsidentschaftswahl reichte Präsident Bolsonaro und die PL im November 2022 beim obersten Wahlgericht, das das Wahlergebnis zu jener Zeit bereits ratifiziert hatte, Beschwerde gegen das Ergebnis ein, weil laut Auffassung der Antragsteller nicht alle elektronischen Wahlmaschinen einwandfrei funktioniert haben. Noch im selben Monat wies das oberste Wahlgericht den Antrag der PL auf die Überprüfung des Wahlergebnisses mit der Begründung ab, dass die PL keinerlei Beweise für einen angeblichen Betrug vorgelegt hat. Außerdem verhängte das Gericht eine Geldstrafe in Höhe von umgerechnet etwa 4,12 Millionen Euro gegen die Partei, mit der Begründung, dass diese böswillig und unverantwortlich einen Rechtsstreit auslösen und die Justiz damit habe befassen wollen.

## Parteienstammbaum
| Partido Geral dos Trabalhadores (PGT) 1995–2003 | Partido Geral dos Trabalhadores (PGT) 1995–2003 | Partido Geral dos Trabalhadores (PGT) 1995–2003 | Partido Geral dos Trabalhadores (PGT) 1995–2003 | Partido Geral dos Trabalhadores (PGT) 1995–2003 | Partido Geral dos Trabalhadores (PGT) 1995–2003 |                                |                                | Partido Social Trabalhista (PST) 1996–2003                               | Partido Social Trabalhista (PST) 1996–2003 | Partido Social Trabalhista (PST) 1996–2003 | Partido Social Trabalhista (PST) 1996–2003 | Partido Social Trabalhista (PST) 1996–2003                  | Partido Social Trabalhista (PST) 1996–2003                  |                                                             |                                                             |                                                             |                                                             |  |  |  |  |  |  |  |  |  |  |  |  |
| Partido Geral dos Trabalhadores (PGT) 1995–2003 | Partido Geral dos Trabalhadores (PGT) 1995–2003 | Partido Geral dos Trabalhadores (PGT) 1995–2003 | Partido Geral dos Trabalhadores (PGT) 1995–2003 | Partido Geral dos Trabalhadores (PGT) 1995–2003 | Partido Geral dos Trabalhadores (PGT) 1995–2003 |                                |                                | Partido Social Trabalhista (PST) 1996–2003                               | Partido Social Trabalhista (PST) 1996–2003 | Partido Social Trabalhista (PST) 1996–2003 | Partido Social Trabalhista (PST) 1996–2003 | Partido Social Trabalhista (PST) 1996–2003                  | Partido Social Trabalhista (PST) 1996–2003                  |                                                             |                                                             |                                                             |                                                             |  |  |  |  |  |  |  |  |  |  |  |  |
|                                                 |                                                 |                                                 |                                                 |                                                 |                                                 |                                |                                |                                                                          |                                            |                                            |                                            |                                                             |                                                             |                                                             |                                                             |                                                             |                                                             |  |  |  |  |  |  |  |  |  |  |  |  |
|                                                 |                                                 |                                                 |                                                 | Partido Liberal (PL) 1985–2006                  | Partido Liberal (PL) 1985–2006                  | Partido Liberal (PL) 1985–2006 | Partido Liberal (PL) 1985–2006 | Partido Liberal (PL) 1985–2006                                           | Partido Liberal (PL) 1985–2006             |                                            |                                            | Partido da Reedificação da Ordem Nacional (PRONA) 1989–2006 | Partido da Reedificação da Ordem Nacional (PRONA) 1989–2006 | Partido da Reedificação da Ordem Nacional (PRONA) 1989–2006 | Partido da Reedificação da Ordem Nacional (PRONA) 1989–2006 | Partido da Reedificação da Ordem Nacional (PRONA) 1989–2006 | Partido da Reedificação da Ordem Nacional (PRONA) 1989–2006 |  |  |  |  |  |  |  |  |  |  |  |  |
|                                                 |                                                 |                                                 |                                                 | Partido Liberal (PL) 1985–2006                  | Partido Liberal (PL) 1985–2006                  | Partido Liberal (PL) 1985–2006 | Partido Liberal (PL) 1985–2006 | Partido Liberal (PL) 1985–2006                                           | Partido Liberal (PL) 1985–2006             |                                            |                                            | Partido da Reedificação da Ordem Nacional (PRONA) 1989–2006 | Partido da Reedificação da Ordem Nacional (PRONA) 1989–2006 | Partido da Reedificação da Ordem Nacional (PRONA) 1989–2006 | Partido da Reedificação da Ordem Nacional (PRONA) 1989–2006 | Partido da Reedificação da Ordem Nacional (PRONA) 1989–2006 | Partido da Reedificação da Ordem Nacional (PRONA) 1989–2006 |  |  |  |  |  |  |  |  |  |  |  |  |
|                                                 |                                                 |                                                 |                                                 |                                                 |                                                 |                                |                                |                                                                          |                                            |                                            |                                            |                                                             |                                                             |                                                             |                                                             |                                                             |                                                             |  |  |  |  |  |  |  |  |  |  |  |  |
|                                                 |                                                 |                                                 |                                                 |                                                 |                                                 |                                |                                | Partido da República (PR) 2006–2019 Partido Liberal (PL) 2019- (aktuell) |                                            |                                            |                                            |                                                             |                                                             |                                                             |                                                             |                                                             |                                                             |  |  |  |  |  |  |  |  |  |  |  |  |

Quelle: Tribunal Superior Eleitoral

## Wahlergebnisse
Die Partei ist seit der 53. Legislaturperiode im Nationalkongress vertreten. Bei den Parlamentswahlen im Jahr 2010 gewann sie vier von den 81 Senatssitzen: Alfredo Nascimento für Amazonas, César Borges für Bahia, Magno Malta für Espírito Santo und João Ribeiro für Tocantins. Bei den Wahlen 2014 für die 55. Legislaturperiode wurden Cidinho Santos und Wellington Fagundes für Mato Grosso, Magno Malta erneut und Vicentinho Alves für Tocantins zu Senatoren gewählt.
Alfredo Nascimento hatte bis 17. April 2016 den Parteivorsitz inne. Obwohl die PR war gegen das Amtsenthebungsverfahren gegen Dilma Rousseff war, hatten 26 Abgeordnete für die Amtsenthebung gestimmt. Nach den Parlamentswahlen 2014 zählte die Partei 44 Abgeordnete, von denen jedoch fünf ihr Amt nicht ausüben. Sie stellt im Abgeordnetenhaus die siebtstärkste Partei. Bei den allgemeinen Wahlen 2022 erreichte die PL für das Abgeordnetenhaus 16,5 % der Stimmen, gewann 23 Sitze hinzu und wird mit 99 Abgeordneten die stärkste Fraktion stellen. Auch im Senat wird die PL jetzt die stärkste Fraktion stellen, nachdem sie 24,9 % der Stimmen errang und sechs Sitze hinzugewann.
Bei den Kommunalwahlen in Brasilien 2016 setzten sich die Kandidaten der PR in 296 Munizipien durch und stellten dort den Stadtpräfekten (Bürgermeister).
Bei den Kommunalwahlen in Brasilien 2020 erreichte die Partei die Position des Stadtpräfekten in 345 Munizipien, jedoch in keiner der Hauptstädte. Es wurden zudem 3467 Stadträte (vereadores) gewählt.

## Abgeordnete aus den Bundesstaaten
| Legislatur- periode | gewählt | AC | AL | AM | AP | BA | CE | DF | ES | GO | MA | MG | MS | MT | PA | PB | PE | PI | PR | RJ | RN | RO | RR | RS | SC | SE | SP | TO |
| ------------------- | ------- | -- | -- | -- | -- | -- | -- | -- | -- | -- | -- | -- | -- | -- | -- | -- | -- | -- | -- | -- | -- | -- | -- | -- | -- | -- | -- | -- |
| 56. (2019–2023)     | 43      | 0  | 1  | 1  | 1  | 4  | 2  | 1  | 1  | 1  | 4  | 2  | 0  | 0  | 1  | 1  | 2  | 1  | 3  | 5  | 1  | 0  | 1  | 1  | 0  | 1  | 7  | 1  |

Zwei Abgeordnete üben ihr Amt nicht aus, da sie zu Staatssekretären berufen wurden, zwei weitere sind krankheitsbedingt entschuldigt.

## Bekannte Parteimitglieder
Zu den bekannten Namen zählen der ehemalige Abgeordnete und jetzige Generalsekretär der Partei José Marcos de Lima, der Abgeordnete Inocêncio de Oliveira, der ehemalige Verkehrsminister Alfredo Nascimento, der ehemalige Gouverneur von Mato Grosso Blairo Maggi, die Senatoren Magno Malta und Romário, der ehemalige Stadtpräfekt der bevölkerungsreichsten Stadt in Espírito Santo Vila Vehla Neucimar Fraga, der ehemalige Gouverneur von Rio de Janeiro Anthony Garotinho mit seiner Ehefrau, der jetzigen Stadtpräfektin von Campos dos Goytacazes Rosinha Garotinho, der ehemalige Gouverneur des Distrito Federal do Brasil José Roberto Arruda oder der ehemalige Verkehrsminister César Borges. Seit 2021 sind Jair Bolsonaro sowie dessen Sohn Flavio Bolsonaro Parteimitglieder.

## Mitgliederentwicklung
| Jahr                | Zahl    |
| ------------------- | ------- |
| als PR: 2016, April | 796.764 |
| als PR: 2017, April | 798.612 |
| als PR: 2018, April | 797.537 |
| als PR: 2019, April | 797.714 |
| als PL: 2020, April | 771.354 |
| als PL: 2021, April | 765.142 |
| als PL: 2022, April | 770.784 |